# Top Cup Tokai Classic
Top Cup Tokai Classic (トップ杯東海クラシック Toppu-hai Tōkai kurashikku) är en professionell golftävling på den japanska golftouren. Tävlingen spelas normalt i oktober månad och de senaste åren på Miyoshi Country Clubs västra bana utanför Miyoshi. Tävlingen har spelats årligen sedan 1970 och 2016 spelades tävlingen mellan 29 september och 2 oktober. År 2016 var den totala prissumman ¥110 000 000 varav ¥22 000 000 gick till vinnaren. 
Golfbanan mäter 6 689 meter och har par 72.

## Vinnare
Top Cup Tokai Classic
- 2017
- 2016 Daisuke Kataoka –  Japan
- 2015 Kim Hyung-sung –  Sydkorea
- 2014 Kim Seung-hyuk –  Sydkorea

Coca-Cola Tokai Classic
- 2013 Shingo Katayama -  Japan
- 2012 Ryu Hyun-woo -  Sydkorea
- 2011 Bae Sang-moon -  Sydkorea
- 2010 Michio Matsumura -  Japan
- 2009 Ryo Ishikawa -  Japan
- 2008 Toshinori Muto -  Japan
- 2007 Camilo Villegas -  Colombia
- 2006 Hidemasa Hoshino -  Japan
- 2005 Yang Yong-eun -  Sydkorea
- 2004 Katsumune Imai -  Japan

Georgia Tokai Classic
- 2003 Nozomi Kawahara -  Japan
- 2002 Toru Taniguchi -  Japan
- 2001 Toshimitsu Izawa -  Japan

Tokai Classic
- 2000 Hirofumi Miyase -  Japan
- 1999 Kaname Yokoo -  Japan
- 1998 Toshimitsu Izawa -  Japan
- 1997 Brandt Jobe -  USA
- 1996 Masanobu Kimura -  Japan
- 1995 Masayuki Kawamura -  Japan
- 1994 Corey Pavin -  USA
- 1993 Saburo Fujiki -  Japan
- 1992 Mark O'Meara -  USA
- 1991 Eiichi Itai -  Japan
- 1990 Graham Marsh -  Australien
- 1989 Isao Aoki -  Japan
- 1988 Brian Jones -  Australien
- 1987 Tsuneyuki Nakajima -  Japan
- 1986 Masahiro Kuramoto -  Japan
- 1985 Graham Marsh -  Australien
- 1984 Yoshihisa Iwashita -  Japan
- 1983 Masahiro Kuramoto -  Japan
- 1982 Hsieh Min-Nan -  Taiwan
- 1981 Masahiro Kuramoto -  Japan
- 1980 Larry Nelson -  USA
- 1979 Tsutomu Irie -  Japan
- 1978 Masaji Kusakabe -  Japan
- 1977 Masashi Ozaki -  Japan
- 1976 Isao Aoki -  Japan
- 1975 Yasuhiro Miyamoto -  Japan
- 1974 Kosaku Shimada -  Japan
- 1973 Masashi Ozaki -  Japan
- 1972 Kikuo Arai -  Japan
- 1971 Shigeru Uchida -  Japan
- 1970 Fujio Ishii -  Japan